# Mensa (universidad)
Una Mensa (del lat. mensa "Mesa, Tabla") es una cantina ubicada en las universidades de Alemania, Países Bajos, Suiza o Italia.

## Concepto

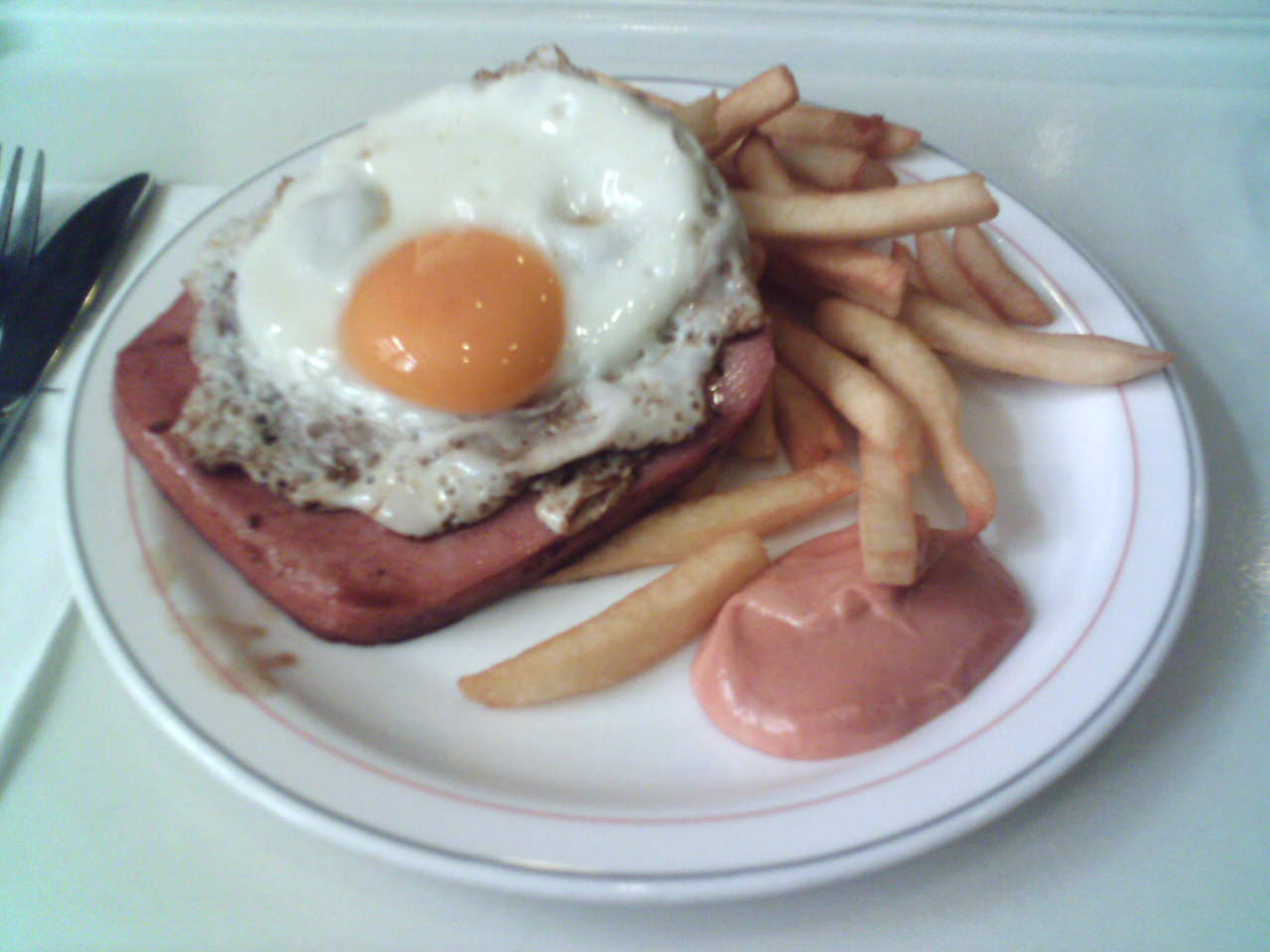
Leberkäse con un huevo frito y patatas fritas en la Mensa.

Su objetivo es proporcionar a los estudiantes un lugar para almorzar que tenga precios asequibles para la mayoría. En la mensa suele haber una buena relación de calidad-precio, además se vigila con esmero la higiene en el comedor y en la cocina. Los precios son tan bajos debido a las subvenciones de la Universidad o del Estado. Sin embargo, no siguen un formato único y su calidad, servicios etc. varía según el centro educativo.

## Comidas y costumbres
Es un restaurante estilo self service. Los estudiantes tienen que hacer fila y poner la comida en una bandeja para luego sentarse a una mesa en común con otros estudiantes o profesores. En algunas ciudades existen más de una Mensa, lo cual no significa que las filas al mediodía avancen con rapidez, es más, en muchas universidades toca esperar entre 10 o 30 minutos para servirse la comida
La oferta de platos es variada, incluso se vela por las dietas de los vegetarianos y de diversas religiones. En algunas universidades el menú suele incluir dos platos, bebida y postre. Algunas Mensas ofrecen agua gratis y café a precios moderados o como postre. En otras universidades, el precio es por plato. Entre las bebidas se pueden elegir gaseosas, jugos y cerveza.
En muchas ocasiones hay también una barra de ensaladas y durante ciertas ocasiones comida típica de diferentes países.
Asimismo, en muchas universidades existen también Cafés donde se ofrecen bocadillos, dulces y refrigerios. Estos suelen estar abiertos por más tiempo que el restaurante principal, pero sus precios son también más elevados.

## Curiosidades
La revista de los estudiantes alemanes Unicum publica cada año Das Goldene Tablett (La bandeja dorada) en cinco categorías y nomina a la mejor Mensa de Alemania por votación estudiantil. 
Los ganadores de ediciones anteriores son:
- 2007: Mensa "Burse" en Würzburg
- 2005: Mensa am Boulevard en Bremen y la Mensa de Vechta
- 2004: Mensa en Vechta
- 2003: Mensa Süd en Rostock
- 2002: Mensa en Vechta
- 2001: Mensa am Schlossgarten Osnabrück